# أولاد مساهل (أولاد سليمان)
أولاد مساهل هو دُوَّار يقع بجماعة البدوزة، إقليم آسفي، جهة مراكش آسفي في المملكة المغربية. ينتمي الدوّار لمشيخة أولاد سليمان التي تضم 14 دوار. يقدر عدد سكانه بـ 185 نسمة حسب الإحصاء الرسمي للسكان والسكنى لسنة 2004.

## روابط خارجية
- البوابة الوطنية للجماعات الترابية
- المندوبية السامية للتخطيط